# Pelzerhäuser

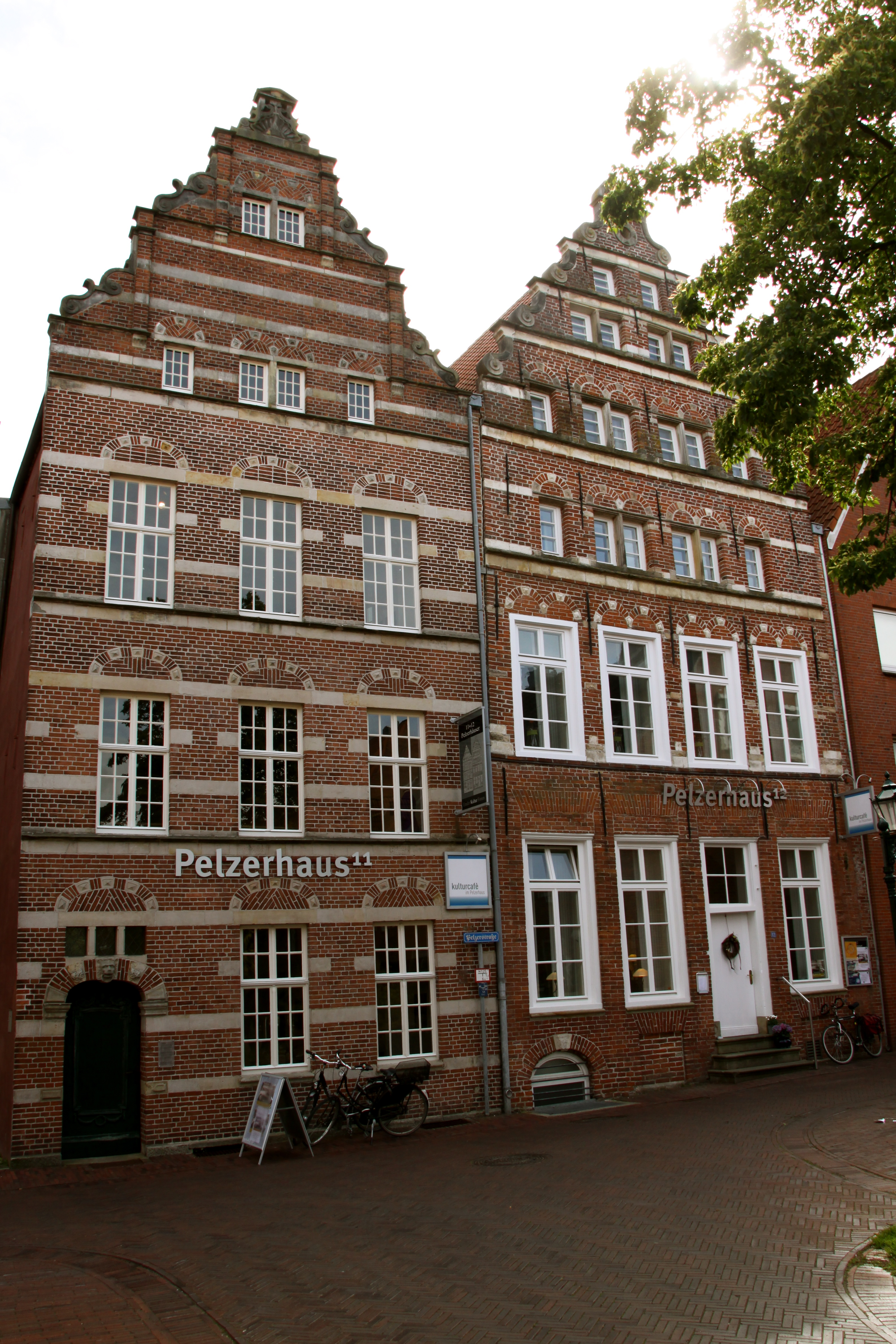
Die Pelzerhäuser in der Pelzerstraße Nr. 11 und 12

Bei den Pelzerhäusern handelt es sich um zwei Gebäude an der Pelzerstraße in der Altstadt Emdens. Die beiden Häuser zählen zu den ältesten Gebäuden der Stadt und sind die einzigen in der Altstadt, die die schwere Bombardierung Emdens am 6. September 1944 überstanden haben. Ihr Baustil vermittelt heute einen Eindruck vom Aussehen der Emder Altstadt vor der Bombardierung – sie war durch Gebäude aus dem 16. und 17. Jahrhundert geprägt. 
Die Pelzerhäuser beherbergen heute eine Außenstelle des Ostfriesischen Landesmuseums. Die Häuser liegen an der Pelzerstraße Nummer 11 und 12.
- Pelzerhaus 11: Dreigeschossiges, 1909 in Anlehnung an den aus dem 16. Jahrhundert stammenden Vorgängerbau neu errichtetes Wohngebäude mit wieder verwendeten Originalteilen.
- Pelzerhaus 12: Erbaut in der zweiten Hälfte des 16. Jahrhunderts. Jetzt nur noch die dreigeschossige Backsteinfassade mit Volutengiebel erhalten. Das zugehörige Haus wurde 1983 durch einen Neubau ersetzt.

In den Pelzerhäusern finden Wechselausstellungen statt, zudem befindet sich dort ein Café.